# منتخب أرتساخ لكرة القدم
منتخب أرتساخ الوطني لكرة القدم هو ممثل مرتفعات قرة باغ الرسمي في المنافسات الدولية في كرة القدم في فئة كرة القدم للرجال.